# Dziewięć zaspokojonych pytań
Dziewięć zaspokojonych pytań – apendyks Cypriana Kamila Norwida z 1863 do Noty z dziewięciu paragrafów rozwijający argumenty za zwołaniem międzynarodowego kongresu militarnego.

## O utworze
Osobny dodatek do Noty z dziewięciu paragrafów został wysłany generałowi Władysławowi Zamoyskiemu kilka dni późniejː 10 lub 15 listopada. Generał Zamoyski odpowiedział na oba pisma dość zdawkowo 15 listopada. Dziewięć zaspokojonych pytań zostało wydrukowane przez Adama Krechowieckiego w 1909 w O Cyprianie Norwidzie. Próba charakterystyki.

## Treść
Apendyks ma formę odpowiedzi na dziewięć pytańː
1. Dlaczego branka ze stycznia 1863, bezzasadnie zamieniona w gwałt, naraziła cały naród na przedwczesną gotowość do powstania? Dlatego że kwestia czysto militarna nie mogła być wcześniej rozstrzygnięta przed jakimś europejskim trybunałem militarnym i zmieniła się w kwestię narodową.
2. Dlaczego w czasie masakry libańskiej w 1860 mordowanych przez Druzów chrześcijan bronił muzułmanin emir Abd el-Kader, a wojska europejskie zareagowały dopiero po ośmiu dniach? Dlatego że emir pochodzi z rycerstwa arabskiego, w którym tradycje armii średniowiecznej jeszcze nie wygasły. Natomiast w armiach europejskich po zniknięciu zakonów rycerskich, samoistnego sumienia nie zastąpiono niczym nowym i dziś Abd el-Kader, muzułmanin, o wiele jest wyższy od chrześcijańskiej szlachty europejskiej.
3. Dlaczego więc państwa europejskie poświęcają Polskę? Dlatego że armia europejska jest umarłym ramieniem chrześcijaństwa nie mającym sumienia.
4. Dlaczego w rycerskiej, a nie żołdackiej Polsce nikt się nie odzywa? Dlatego że po twórczym początku górę wzięły owoce niewoli.
5. Czy taka rewolucja (zwołanie kongresu militarnego) jest przeciwna rządowi francuskiemu? Właśnie kongres przez cesarza francuskiego zagajony[a], żeby mógł wydać dojrzałe owoce, musi się spotkać ze współdziałaniem mas
6. Dlaczego papież Pius IX sprzeciwił się mianowaniu wielkiego mistrza zakonu maltańskiego? Ojciec Święty odsunął nominację, oczekując na odnowienie myśli zakonu zgodnie z warunkami XIX wieku.
7. Czy jest możliwa taka naprawa liberalna w armii środkami jakimi dysponuje polska dyplomacja? Autor tego tekstu zwrócił się do hrabiego Montalemberta o wystosowanie noty ministerialnej do konsulów w Polsce, aby ranni z obydwu obozów mogli być chronieni pod jednym nienaruszalnym sztandarem sióstr miłosierdzia św. Wincentego à Paulo. Przedsięwzięcie to nie powiodło się, ale tymczasem Kongres Statystyczny Berliński utworzył w Genewie towarzystwo mające za cel ochronę rannych wszędzie gdzie dojdzie do walki[b].
8. Dlaczego ucywilizowane armie posyłają oficerów sztabowych, aby byli świadkami w każdej większej bitwie? Dlatego że kiedy umarła myśl solidarności warunków i honoru armii wraz z wygaśnięciem zakonów rycerskich, myśl ta musiała się odrodzić w nowym kształcie.
9. Dlaczego u Polaków najkonieczniejsza myśl nie bywa wykonaną? Dlatego że Polacy przez długotrwały brak bytu politycznego utracili sztukę parlamentarną i jeśli czegoś nie zrobią natychmiast zaraz się cofają[2].